# Eremiomyces
Eremiomyces — рід грибів родини пецицові (Pezizaceae). Назва вперше опублікована 2005 року.

## Види
База даних Species Fungorum станом на 21.11.2019 налічує 3 види роду Eremiomyces:
- Eremiomyces echinulatus (Trappe & Marasas) Trappe & Kagan-Zur, 2005
- Eremiomyces innocentii Ant.Rodr. & Bordallo, 2017
- Eremiomyces magnisporus G.Moreno, P.Alvarado, Manjón & M.A.Sánz, 2011